# Talayuelo
Talayuelo es un monte de la provincia de Cuenca (España), situado en el término municipal de Arcas. 
La cumbre está ocupada por numerosas antenas de repetidores de comunicaciones utilizados para los radioenlaces de la ciudad de Cuenca con el resto de España. 
Las laderas están cubiertas de matorral mediterráneo arbolado con pinos.
Se accede en vehículo por un camino de tierra en buen estado que sale desde las laderas del puerto de Tórdiga, en la vertiente sur, y serpentea entre barbechos hasta entrar en la zona de monte bajo y arbolado anterior a la cumbre.
- Datos: Q6138201
- Multimedia: Monte Talayuelo / Q6138201